# 木村庄之助 (18代)
18代 木村庄之助（じゅうはちだい きむら しょうのすけ、万延元年（1860年） - 大正14年（1925年）6月11日）は大相撲の立行司。庄之助としての在位は大正11年（1922年）1月から大正14年5月までの8場所。本名は浅野甚太郎。出身は石川県金沢市。所属は濱風部屋-高砂部屋。

## 人物
初め濱風今右衞門（初代濱風）の門下となり1882年5月、木村甚馬の名で初土俵を踏む。その後、甚助→甚之助→甚太郎を名乗った後1885年5月より木村朝之介（初代朝之助）を名乗る。1898年1月場所後幕内格、1902年5月三役格。そのまま三役まで勤め36年もの長きに渡って朝之助を名乗った。

## 庄之助襲名の経緯
三役時代の大正10年（1921年）5月場所7日目、横綱大錦－前頭筆頭三杦磯の取組を捌いたがこの時に行司にあるまじき大失態を犯した。
仕切り直すこと30回、54分経過（当時仕切り制限時間無し）してようやく両者立ち合った。取組がいよいよ佳境に入ろうかという所で大錦が取った前廻しが三杦磯の胸まで延びたのを見て朝之助が廻し待ったをかけるが実際には締め直す程には緩んでおらず、控えの大関常ノ花に「分けだ」と言われた三杦磯は廻しを締め直し終わった所で土俵から降りこれを見て大錦も降りた。その後どうにか水入り前を再現することにはなったが廻しを締め直したことで再現不能、勝負検査役等もそれぞれに異なる意見を述べる間にあろうことか朝之助は両力士がどのように組んでいたか忘れてしまい勝負再開どころではなく、4人の勝負検査役に加え三杦磯の師匠の峰崎親方(幕内行司木村銀治郎)、さらに相生警察署の署長まで出て50分にもわたり協議が行なわれるという紛糾の末、どうにか再開はしたがその後土俵中央で膠着した際の勝負検査役の水入りの指示を誤解した朝之助は三杦磯の後ろ廻しを引っ張って合図を出すと三杦磯は引分の合図だと思って土俵を降りるが大錦はわけがわからず怒って朝之助を睨みつけた。結局決着をつけることが不可能として引分になってしまった。大錦と常ノ花は行司の行動と勝負検査役の対応の悪さとそれが招いた結果に大激怒したが、勝負検査役が謝罪して何とか場を納めた。自身の失態のために勝負を台無しにした朝之助は進退伺いを提出する。
行司が勝負を不可能にさせると言う前代未聞の事態、しかも前場所全勝優勝しこの場所もここまで全勝で優勝候補筆頭とされた横綱大錦の取組であったことにより厳しい処分を求める声が強く、中には「朝之助から軍配を取り上げて顔触れ専門にさせろ」という意見まであった。これは以前より朝之助が「裁きは今一だが顔触れは名人」と評されていたことによる。結局協会からの処分は翌日から千秋楽まで出場停止と決まった。
しかしこれだけの大失態を犯しながらこの場所5日目の差し違いを理由に17代庄之助が突如廃業、12代伊之助も11月に引退したために立行司が空位となったことで次の大正11年1月場所から伊之助を飛ばしていきなり18代庄之助を襲名して首席行司を務めることになった。17代庄之助廃業の理由となった取組もまた大錦のものであり奇しき因縁といえよう。

## 18代庄之助として
その後、1923年の三河島事件の時には、横綱大錦たちとともに、調停役をつとめたが不調に終わり、警視総監の出馬を求めることとなった。
1925年6月、巡業先の函館で脳溢血のため急逝。享年66。
なお、彼が江戸時代生まれとしては最後の立行司となった。同時に昇格した5代式守与太夫（13代伊之助、後の19代庄之助）は明治生まれとしては初の立行司となった。